# Escargot, Femme, Fleur et Étoile
Escargot, Femme, Fleur et Étoile est une huile sur toile peinte par Joan Miró en 1934 à Barcelone.

## Contexte
Cette toile est exécutée lors du retour du maître à Barcelone en 1934, peu de temps avant le début de la guerre civile espagnole. Miro quitte le style enfantin et humoristique de ses précédentes toiles (Danseuse espagnole) pour des couleurs plus sombres et un style plus sérieux.

## Description
La toile se compose de quatre personnages verticaux utilisant des tons de brun, rouge, blanc et noir. Ils sont disposés sur un fond ocre, vert sombre et gris. Les personnages en premier plan sont faits de blocs de couleurs uniformes qui contrastent avec les dégradés de couleurs utilisés pour le fond de la toile. Le bloc le plus important est une main blanche orientée vers le bas. L'ensemble de la composition est sombre.
Les mots Escargot, femme, fleur et étoile sont inscrits de gauche à droite en noir et reliés par une ligne courbe. En suivant la ligne courbe, l'ordre des mots de gauche à droite est :  Escargot, fleur, étoile, femme. Le ÉT, de étoile est grossi, il sert de conjonction de coordination (Escargot, fleur étoile Ét femme).

## Expositions
- Joan Miró: Schnecke Frau Blume Stern, Museum Kunstpalast, Düsseldorf, 2002 — n°33.
- Miró : La couleur de mes rêves, Grand Palais, Paris, 2018-2019 — n°46.